# Вибори до Миколаївської обласної ради 2010
Вибори до Миколаївської обласної ради 2010 — вибори до Миколаївської обласної ради, що відбулися 31 жовтня 2010 року. Вибори пройшли за змішаною системою. 

## Результати виборів

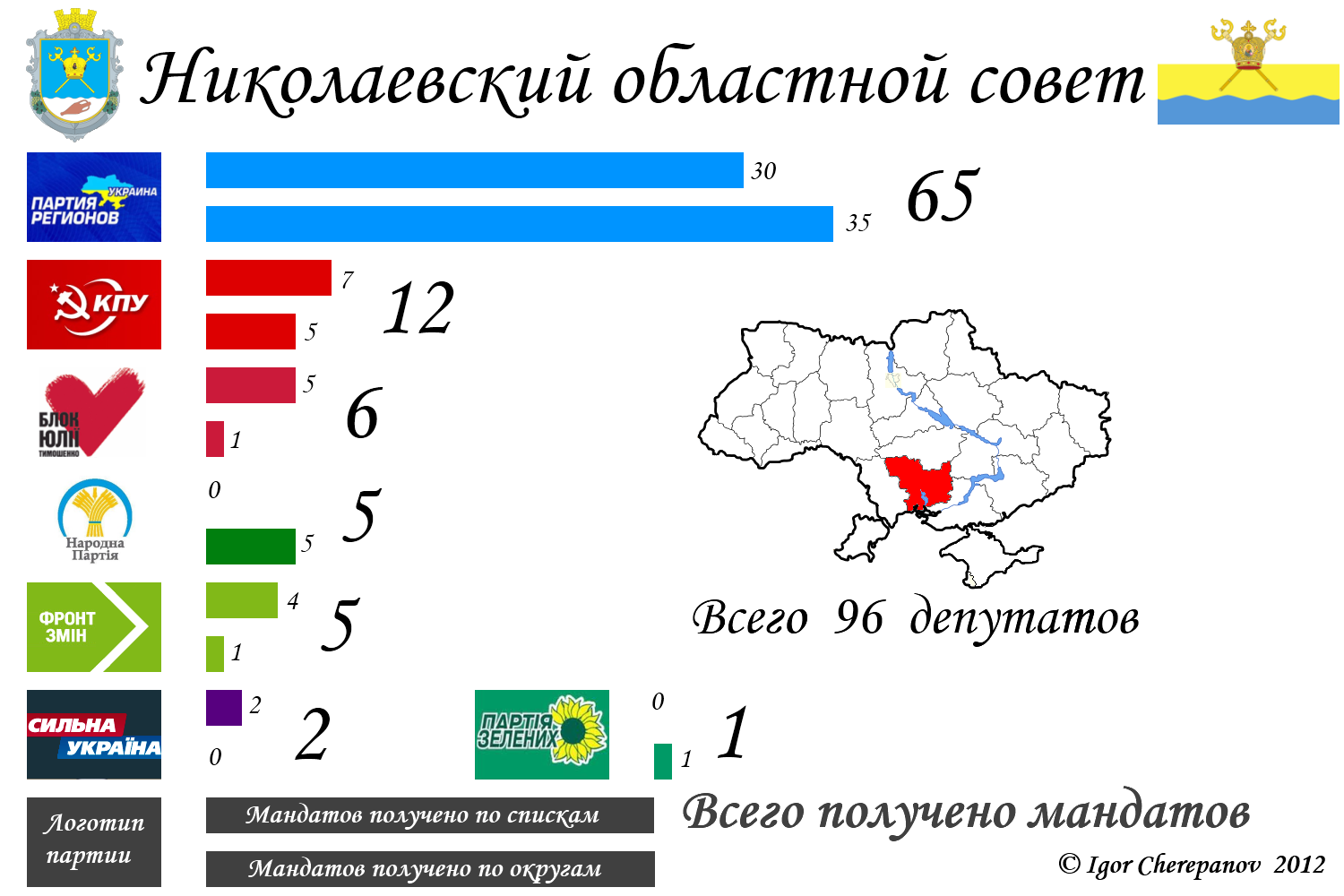
Результати виборів до Миколаївської обласної ради

### Голосування за списки партій
| № | Партія чи блок                     | Голосів «За» | У %    | +/- відсотків у порівнянні з попередніми виборами | Місць |
| - | ---------------------------------- | ------------ | ------ | ------------------------------------------------- | ----- |
| 1 | Партія регіонів                    | 162,19 тис.  | 41,29% |                                                   | 30    |
| 2 | Комуністична партія України        | >36,3 тис.   | 9,24%  |                                                   | 7     |
| 3 | ВО «Батьківщина»                   | 29,53 тис.   | 7,52%  |                                                   | 5     |
| 4 | Фронт змін                         | <23,6 тис.   | 6,00%  |                                                   | 4     |
| 5 | Сильна Україна                     | 13,3 тис.    | 3,39%  |                                                   | 2     |
|   | Всеукраїнське об'єднання «Свобода» |              | 0,98%  |                                                   | 0     |
|   | Проти всіх                         | 41,7 тис.    | 10,60% | —                                                 | —     |
|   | Недійсні бюлетені                  |              |        | —                                                 | —     |
|   | В цілому                           | 392,8 тис.   | 100%   |                                                   |       |

### Одномандатні округи
| № | Партія                      | Здобуто місць |
| - | --------------------------- | ------------- |
| 1 | Партія регіонів             | 35            |
| 2 | Комуністична партія України | 5             |
| 3 | Народна партія              | 5             |
| 4 | ВО «Батьківщина»            | 1             |
| 5 | Фронт Змін                  | 1             |
| 6 | Партія зелених України      | 1             |

### Загальні підсумки здобутих партіями місць
| № | Партія чи блок              | Голосів «За» | У %  | Місць | Одномандатні | Разом | % у раді |
| - | --------------------------- | ------------ | ---- | ----- | ------------ | ----- | -------- |
| 1 | Партія регіонів             |              |      | 30    | 35           | 65    | 67,7     |
| 2 | Комуністична партія України |              |      | 7     | 5            | 12    | 12,5     |
| 3 | ВО «Батьківщина»            |              |      | 5     | 1            | 6     | 6,25     |
| 4 | Фронт Змін                  |              |      | 4     | 1            | 5     | 5,20     |
| 5 | Сильна Україна              |              |      | 2     | -            | 2     | 2,08     |
| 6 | Народна партія              |              |      | -     | 5            | 5     | 5,20     |
| 7 | Партія зелених України      |              |      | -     | 1            | 1     | 1,04     |
|   | В цілому                    |              | 100% | 48    | 48           | 96    | 100%     |